# Segarra (Uruguay)
Segarra  è una città dell'Uruguay, situata a centro del dipartimento di Rivera. Si trova a 167 metri sul livello del mare. Ha una popolazione di circa 900 abitanti.